# Bohdan Bojczuk (ur. 1996)
Bohdan Serhijowycz Bojczuk, ukr. Богдан Сергійович Бойчук (ur. 30 maja 1996 w Chersoniu) – ukraiński piłkarz, grający na pozycji napastnika.

## Kariera piłkarska
Kariera klubowa
Wychowanek klubów Olimpik Donieck i Metalist Charków, barwy których bronił w juniorskich mistrzostwach Ukrainy (DJuFL). 27 sierpnia 2011 rozpoczął karierę piłkarską w drużynie młodzieżowej Metalista, dopiero 1 marca 2015 debiutował w podstawowym składzie charkowskiego klubu. 11 kwietnia 2016 zasilił skład mołdawskiego klubu Zarea Bielce. W czerwcu 2016 przeniósł się do rosyjskiego Nieftiechimika Niżniekamsk. W 2018 bronił barw Dinamo-Auto Tyraspol. 27 lutego 2019 podpisał kontrakt z Ruchem Winniki.
Kariera reprezentacyjna
Występował w juniorskich reprezentacjach U-16 i U-17.

## Sukcesy
Zarea Bielce
- zdobywca Pucharu Mołdawii: 2016